# جولي سانت كلير
جولي سانت كلير (بالإنجليزية: Julie St. Claire)‏ هي منتجة أفلام ومخرجة وممثلة أمريكية، ولدت في 10 يونيو 1970 في جنيف في الولايات المتحدة.

## أعمال

### مسلسلات
- بيفرلي هيلز 90210

## وصلات خارجية
- جولي سانت كلير على موقع IMDb (الإنجليزية)
- جولي سانت كلير على موقع ألو سيني (الفرنسية)
- جولي سانت كلير على موقع أول موفي (الإنجليزية)
- جولي سانت كلير على موقع قاعدة بيانات الفيلم (الإنجليزية)
- جولي سانت كلير على موقع كينوبويسك (الروسية)